# بطولة كاريوكا 1913
بطولة كاريوكا 1913 هو موسم من بطولة كاريوكا. كان عدد الأندية المشاركة فيه 10، وفاز فيه نادي أمريكا لكرة القدم.